# 多参照配置間相互作用法
量子化学において、多参照配置間相互作用法 （たさんしょうはいちかんそうごさようほう、英: multireference configuration interaction method, MRCI法) は、分子の電子ハミルトニアンの固有状態を、基底状態に加えて励起状態にも対応する、複数のスレイター行列式の配置間相互作用により展開する計算する手法である。励起を行う元のスレイター行列式は、参照行列式と呼ばれる。より高次の励起行列式（配置状態関数、configuration state function, CSF とも、略して配置とも呼ばれる）は、これらの参照行列式から、ユーザが指定した閾値に従って摂動論的配置を生成したり、もしくは単純に1電子、2電子、... 励起で打ち切って生成する（MRCIS, MRCISD, ...)。
基底状態については、複数の参照配置を用いることにより、より良く電子相関を近似することができ、したがってより低エネルギーの状態が得られる。打ち切られた CI 法にまつわるサイズ無矛盾性がないという問題は、より多くの参照配置を用いても解決されない。
MRCI計算を用いることにより、基底状態と励起状態との間でよりバランスの取れた電子相関を計算することができる。定量的に良いエネルギー差（励起エネルギー）を得るためには、参照行列式の選択に気を付ける必要がある。参照空間に励起状態の支配的な配置のみを取り入れると、励起状態のエネルギーに電子相関がとりこまれ、エネルギーが低下する。CIS や CISD では一般的に高すぎる励起エネルギーが得られるが、これが低下することになる。しかし、励起状態は通常、複数の支配的配置から成っており、励起状態のその他の支配的配置が無視されること、また、より高次の（MRCISD なら3電子および4電子の）配置まで取り入れられることにより、基底関数のほうにより多く相関が取り入れられる。
参照の選択は手動で行うことも ({\displaystyle \Phi _{1},\Phi _{2},\Phi _{5},...})、自動的に行うことも（いくつかの軌道からなる活性空間内の全ての配置）、半自動的に行うことも（以前の CI もしくは MRCI 計算で重要であることが判っている配置を参照に取り込む）ある。
この手法は、Robert Buenker と Sigrid D. Peyerimhoff により、1970年代に初めて、 Multi-Reference single and Double Configuration Interaction (MRDCI) という名前で実装された。
MRCI法は、半経験的手法に対して実装することもできる。その一つの例として、Walter Thiel らが開発した OM2/MRCI法が挙げられる。